# Aloys Altmann
Aloys Altmann (* 28. April 1946 in Schwagstorf) ist ein deutscher Beamter im Ruhestand. Er war von 2004 bis 2013 Präsident des Landesrechnungshofes Schleswig-Holstein, von 2001 bis 2003 Staatssekretär im Ministerium für ländliche Räume, Landesplanung, Landwirtschaft und Tourismus des Landes Schleswig-Holstein und von 1998 bis 2001 Staatssekretär im Ministerium für Raumordnung, Landwirtschaft und Umwelt des Landes Sachsen-Anhalt.

## Leben

### Ausbildung
Aloys Altmann studierte von 1968 bis 1972 Wirtschafts- und Sozialwissenschaften des Landbaues in Kiel und Göttingen. Er wurde 1975 mit einer Arbeit über die „Möglichkeiten und Grenzen der Entwicklungsförderung ländlicher Räume durch landwirtschaftliche Regionalprogramme – eine exemplarische Erfolgskontrolle des Emslandprogramms im Gefüge der gesamt[wirtschaftlichen] und agrarwirtschaftlichen Entwicklung in Niedersachsen“ zum Dr. sc. agr. promoviert.

### Laufbahn und Wirken
Altmann arbeitete ab 1975 bei der Bundesforschungsanstalt für Landwirtschaft in Braunschweig und wechselte 1977 in das Bundesministerium für Ernährung, Landwirtschaft und Forsten. Dann war er von 1981 bis 1985 Landwirtschaftsreferent bei der Benelux in Den Haag, Brüssel und Luxemburg. Im Anschluss war er im Bundesministerium für Ernährung, Landwirtschaft und Forsten und danach im Bundesministerium für Umwelt, Naturschutz und Reaktorsicherheit tätig und war dort jeweils für allgemeine und grundsätzliche Angelegenheiten des Naturschutzes und der Landschaftspflege zuständig. Sodann war er von 1989 bis 1991 stellvertretender Abteilungsleiter im Ministerium für Natur, Umwelt und Landesentwicklung des Landes Schleswig-Holstein, dann Gruppenleiter im Ministerium für Umwelt, Raumordnung und Landwirtschaft des Landes Nordrhein-Westfalen und schließlich von 1996 bis 1998 Abteilungsleiter für ländliche Entwicklung im Ministerium für Ernährung, Landwirtschaft und Forsten des Landes Brandenburg.
Im Juli 1998 wurde Altmann unter Minister Johann Konrad Keller (SPD) zum Staatssekretär im Ministerium für Raumordnung, Landwirtschaft und Umwelt des Landes Sachsen-Anhalt ernannt. Mit der Zusammenlegung des Landwirtschafts- und Umweltministeriums war Altmann seit dem 10. April 2000 im Ministerium für Raumordnung, Landwirtschaft und Umwelt des Landes Sachsen-Anhalt und war dies bis 2001. Mit Wirkung vom 1. September 2001 wurde Altmann unter Ministerin Ingrid Franzen (SPD) Staatssekretär im Ministerium für ländliche Räume, Landesplanung, Landwirtschaft und Tourismus des Landes Schleswig-Holstein ernannt. Er wurde mit der Zusammenlegung des Umwelt- und Landwirtschaftsministeriums und dem damit verbundenen Ministerwechsel zu Klaus Müller (Bündnis 90/Die Grünen) im Jahr 2003 in den einstweiligen Ruhestand versetzt.
Altmann war von Mai 2004 bis April 2013 Präsident des Landesrechnungshofes Schleswig-Holstein.
2013 wurde er zum Präsidenten des Bundes der Steuerzahler Schleswig-Holstein e. V.
Er ist SPD-Mitglied.